# Kasteel van Neerlinter

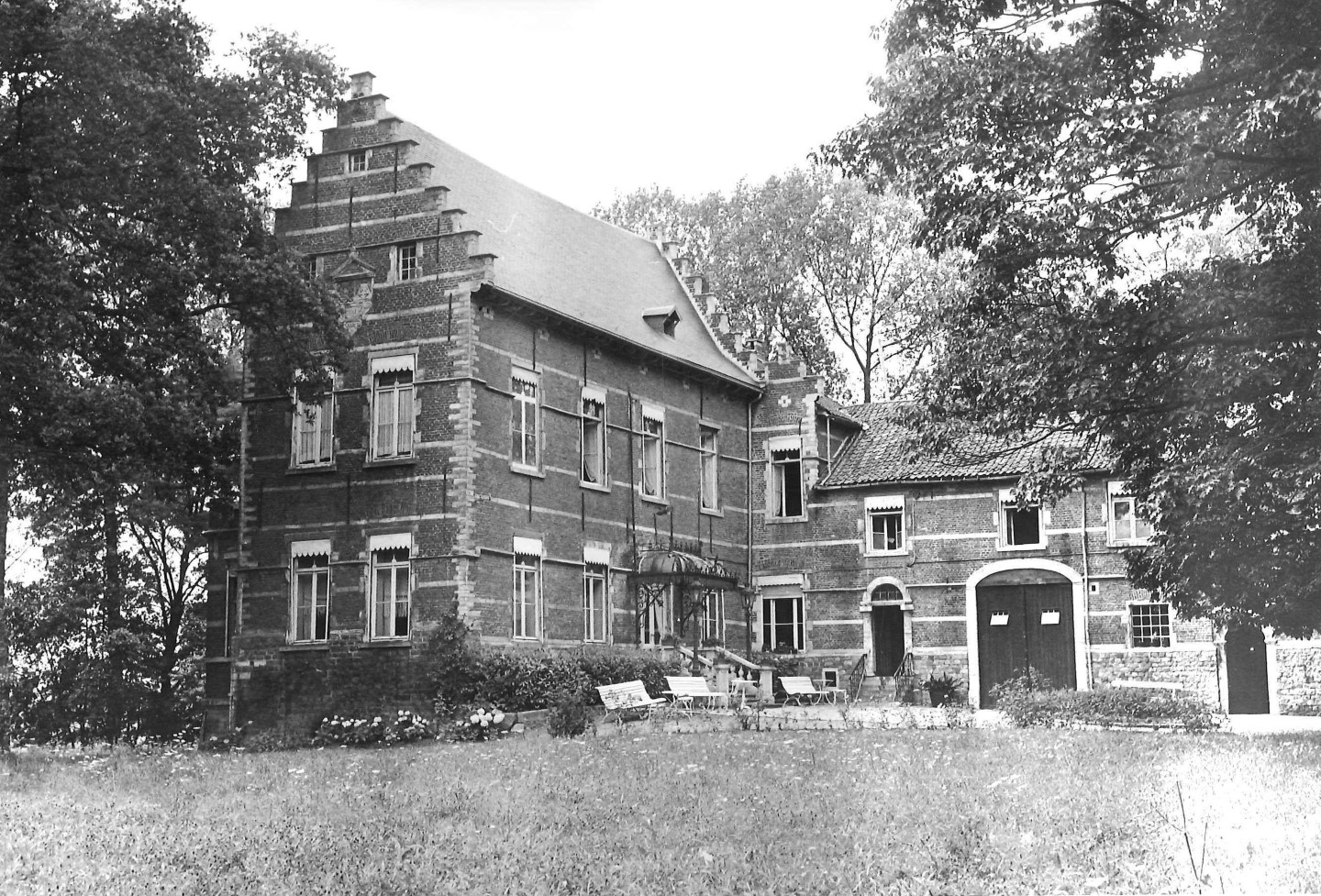
Kasteel van Neerlinter

Het Kasteel van Neerlinter is een kasteel in de tot de Vlaams-Brabantse gemeente Linter behorende plaats Neerlinter, gelegen aan de Kasteelstraat.

## Geschiedenis
Het kasteel werd in 1628 gebouwd als huis van plaisantie (buitenhuis). Het huis werd in 1693 getroffen door brand en daarna in enigszins gewijzigde vorm herbouwd. In 1865 werd het kasteel nog verbouwd en vergroot.
Het kasteel was vanouds omgeven door twee ringgrachten, maar de binnenste ringgracht werd door de toenmalige eigenaar, de arts Charles Lowet, gedempt uit angst voor ongezonde uitwasemingen en funeste epidemieën. De buitenste ringgracht werd bewaard en geïntegreerd in de waterpartijen van een landschapstuin van omstreeks 1 ha.

## Kasteel
Het kasteel, in baksteen met zandstenen speklagen en sierelementen, is in traditionalistische stijl met trapgevels en dergelijke.